# Albaredo d'Adige
Albaredo d'Adige är en ort och kommun i provinsen Verona i regionen Veneto i Italien. Kommunen hade 5 263 invånare (2018).